# Mine de Cana Brava
La mine de Cana Brava est une mine à ciel ouvert d’amiante située en Brésil près de la ville de Minaçu. 
À la fin du XXe siècle elle est exploitée par la Sociedade anonima mineraçao de amianto, une filiale de Saint-Gobain et d'Eternit. En 2013, seul Eternit reste aux commandes de la mine. En 2022, bien que l'exploitation d'amiante soit interdite depuis 2017 au niveau fédéral, la mine demeure en exploitation du fait d'une autorisation par l'état de Goiás.